# Ahmed Nihad
Pour les articles homonymes, voir Nihad.
Succession
Prétendant au trône de Turquie
23 août 1944 – 4 juin 1954
(9 ans, 9 mois et 12 jours)
Şehzade Ahmed Nihad (né le 5 juillet 1883, Constantinople et mort le 4 juin 1954, Beyrouth) est le chef de la famille impériale de Turquie qui a régné sur l'Empire ottoman de 1281 à 1922.

## Biographie
Il est né dans le Palais Çırağan, Ortaköy, le 5 Juillet 1883, comme le fils aîné de Şehzade Mehmed Selaheddin, par son épouse Naziknaz Hanım et petit-fils du sultan Mourad V. Il a été éduqué en privé. Il a été promu au grade de colonel d’infanterie de l’armée ottomane.
Ahmed Nihad Efendi a reçu les honneurs du Collier du Hanedan-ı-Ali-Osman et du Médaille Imtiyaz. À la mort de son cousin, le prince Abdülmecid II, le dernier calife ottoman, en tant que chef de la Maison impériale ottomane le 23 août 1944, il devient le premier chef de la famille ottomane à ne pas occuper le poste de calife depuis que son ancêtre le sultan Selim Ier a obtenu ce titre en 1517. S’il avait été le sultan régnant, il aurait été sultan Ahmed IV.
Şehzade Ahmed Nihad, a passé toute son enfance et le début de l’âge adulte confiné dans le Palais Çırağan, à Constantinople (Istanbul). Le Palais a servi de résidence forcée à son grand-père Sultan Mourad V, qui avait été déposé en 1876 et remplacé par son frère, sultan Abdulhamid II. Les restrictions imposées à l’ancien sultan s’étendaient à toute sa famille et n’ont pas été levées jusqu’à sa mort en 1904. À la mort de son grand-père, Ahmed Nihad a quitté son internement forcé au palais de Çırağan et a vécu pendant quelques années dans les propriétés louées par son père dans les districts de Feneryolu, Kuruçeşme et Ortaköy de Constantinople. De 1911 jusqu’à son exil, il vécut dans le manoir qu’il avait lui-même conçu et qu’il avait construit sur la colline de Serencebey surplombant Beşiktaş et à partir de 1915, il passa les mois d’été au Pavillon Muradiye à Kurbağalıdere. Cependant, il ne jouira que de 20 ans de liberté dans sa patrie, comme après l’établissement de la République de Turquie et l’abolition du sultanat ottoman et du califat, toute la famille impériale ottomane a été forcée à l’exil en mars 1924.
Agé de 41 ans, Ahmed Nihad, a quitté la Turquie pour ne jamais revenir, puisqu’il est mort avant la levée du décret d’exil. Il s’exile avec ses deux épouses, d’abord à Budapest pour quelques mois, puis à Nice en France pendant 12 ans. Comme l’ancien sultan ottoman Mehmed VI s’était installé à Sanremo, de nombreux membres de la famille s’étaient rassemblés dans le sud de la France. En 1937, il s’installe à Beyrouth au Liban, où il vit pour le reste de sa vie. La vie en exil a toujours été très difficile puisque les membres de la famille impériale ottomane n’avaient aucun moyen financier et tous aspiraient à retourner dans leur patrie, mais pour Ahmed Nihad la vie a été rendue plus difficile après qu’il a subi un accident vasculaire cérébral qui l’a laissé handicapé. Ahmed Nihad est devenu le chef de la famille impériale exilée en août 1944, mais a été le premier chef de la famille ottomane depuis le début du XIVe siècle qui n’a pas tenu le titre de calife de l’Islam. Comme de nombreux membres de la famille s’étaient installés au Moyen-Orient après leur exil, ils lui rendaient fréquemment visite à Beyrouth pour lui rendre hommage, comme c’était la coutume de la famille. Ahmed Nihad était un homme pieux et consciencieux, qui avait un talent pour la conception architecturale et la menuiserie. Il était aussi un compositeur talentueux et un musicien et peintre accompli.

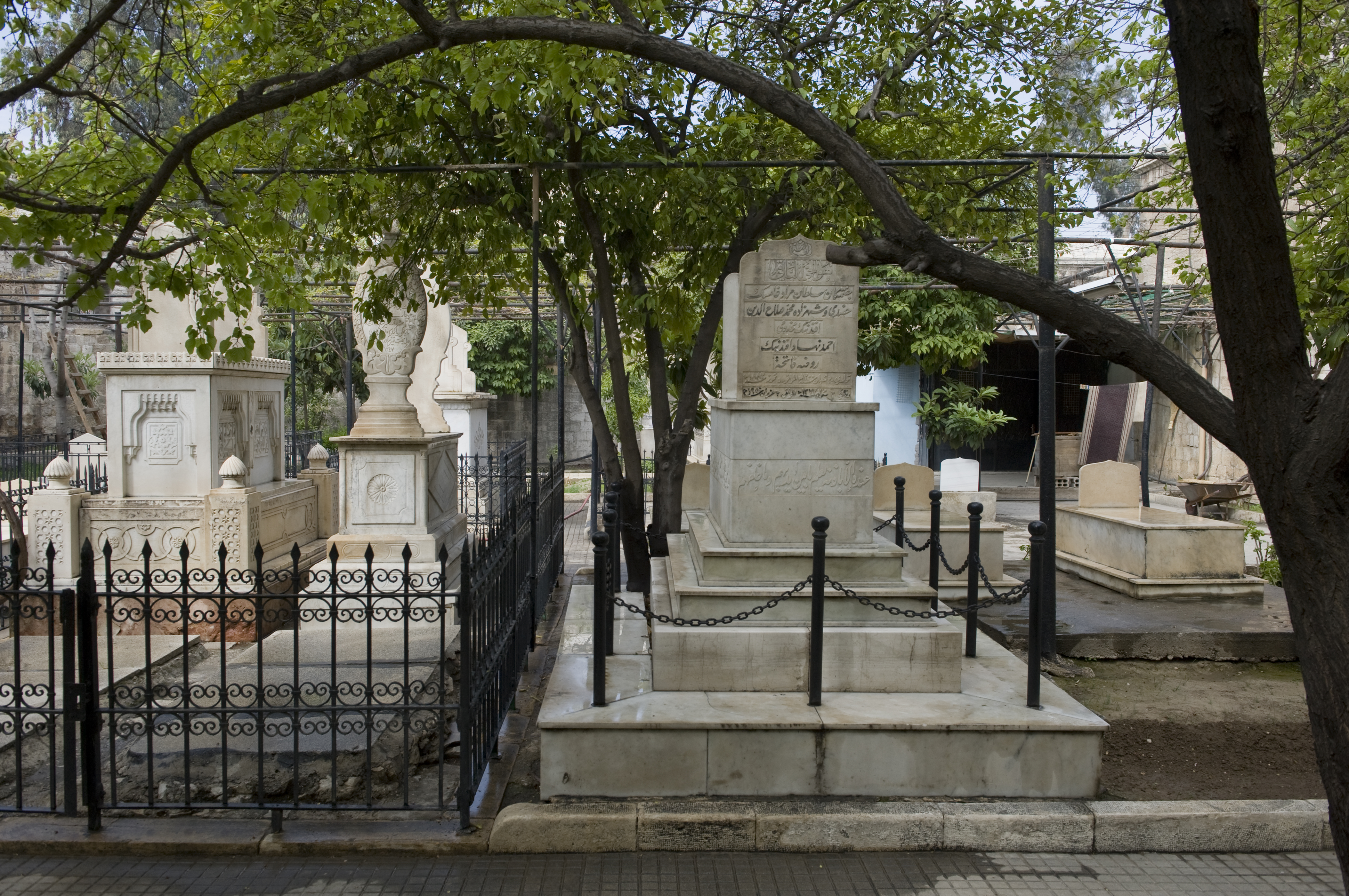
La tombe d'Ahmed Nihad.

Il est enterré dans le cimetière de la takiyya Sulaymaniyya à Damas (Syrie).

### Vie privée
La première femme d’Ahmed Nihad était Safiru Hanım. Elle est née en 1885. Ils se sont mariés dans le palais de Çırağan, pendant l’emprisonnement de la famille de Sultan Mourad V. Le 3 octobre 1903, elle donna naissance au fils unique du couple, Şehzade Ali Vâsib, un an avant la fin de leur calvaire dans le Çırağan.
La seconde épouse d’Ahmed Nihad était Nezihe Hanım. Elle est née en 1890 à Circassie. Sa mère était Fatma Şazende Hanım, qui était la tête kalfa dans le harem du sultan Mourad V. Ils se sont divisés en 1916, après que Nihad ait épousé Nevrestan, sa demi-sœur. Elle épousa alors Ali Fehmi Doğrusöz, un officier ottoman et eut un fils Feridun Doğrusöz. Elle est décédée en 1972.
La troisième épouse d’Ahmed Nihad était Nevorstan Hanım. Elle est née en 1893 à Adapazarı. Son père était Tahir Bey Atzamba, un officier abkhaze dans l’armée ottomane et sa mère était Fatma Şazende Hanım. Şazende s’était marié deux fois et Tahir était son deuxième mari, faisant la demi-sœur de Nevretan Nezihe. Ils se sont mariés le 10 avril 1915. Le couple résidait dans le palais de Beylerbeyi. Lors de l’exil de la famille impériale en mars 1924, ils s’installèrent à Beyrouth. Lorsque les femmes membres de la dynastie ottomane ont été autorisées à retourner en Turquie en 1952, Nevretan a ensuite déménagé à Serecebey, Istanbul où elle est morte en 1983.

### Honneurs et distinctions
- Ordres et décorations ottomans
  - Collier du Hanedan-ı-Ali-Osman
  -  Médaille Imtiyaz